# Langkawi

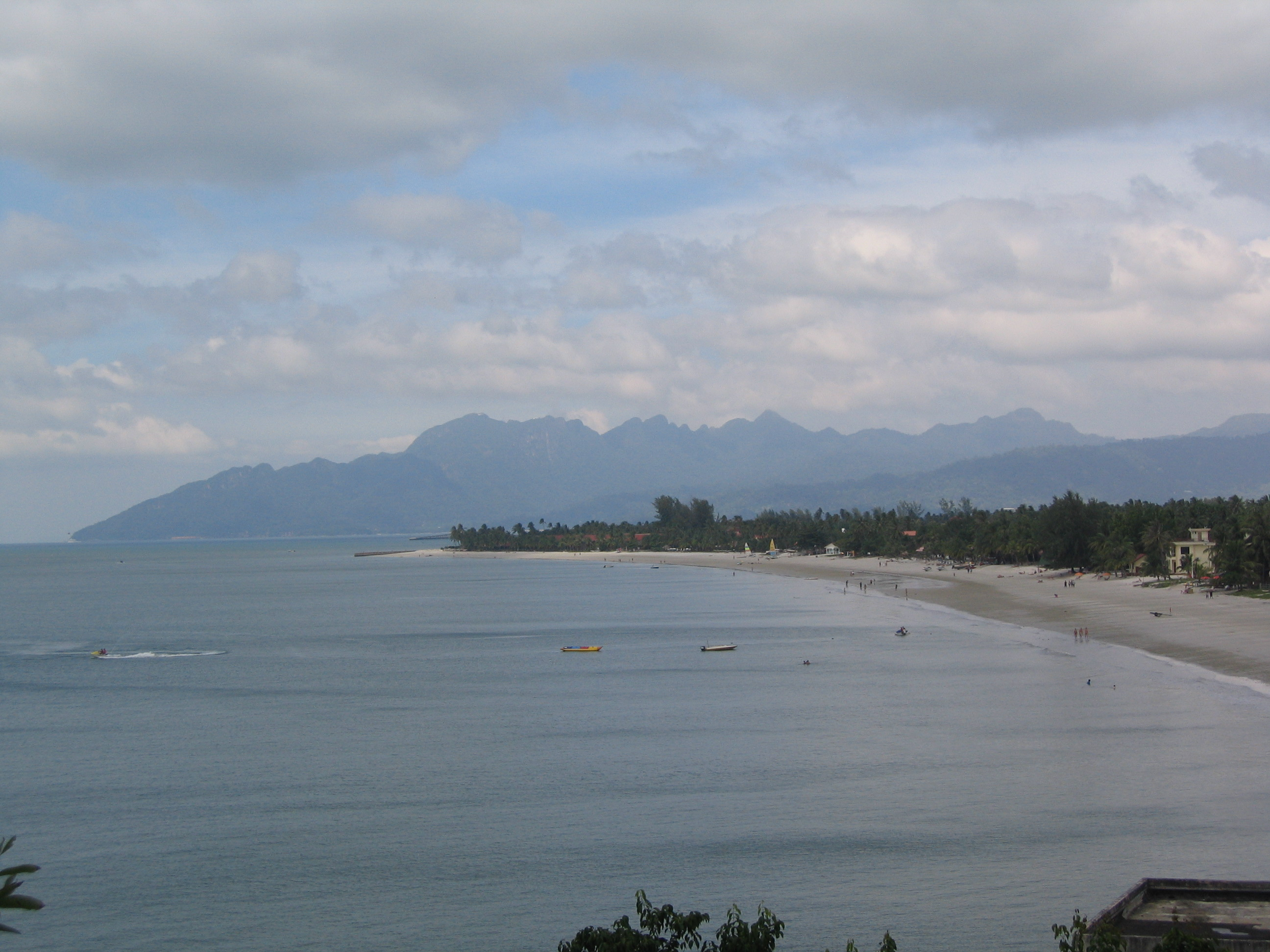
Bãi biển Pantai Cenang, Quần đảo Langkawi.

Langkawi, được biết đến như một viên ngọc của du lịch Malaysia Langkawi, viên ngọc của Bang Kedah (Malay: Langkawi Permata Kedah) là một quần đảo gồm 99 hòn đảo (bao gồm 5 hòn đảo chỉ lộ ra khi thủy triều xuống  Lưu trữ ngày 21 tháng 7 năm 2008 tại Wayback Machine) ở Biển Andaman, cách đất liền 30 km từ bờ biển Tây Bắc Malaysia. Quần đảo này thuộc Bang Kedah, sát biên giới Thái Lan - Malaysia. Các đảo nhỏ trong quần đảo được bảo tồn khá tốt nên rừng còn nguyên sinh với nhiều loại động vật quý hiếm.
Langkawi có sân bay lớn đủ cho các máy bay cỡ vừa cất hạ cánh. Dân số của đảo khoảng 45.000 người. Langkawi là một hòn đảo có quy chế đặc biệt: miễn thuế; nên mọi thứ mua ở đây đều đang được miễn thuế.

## Địa lý

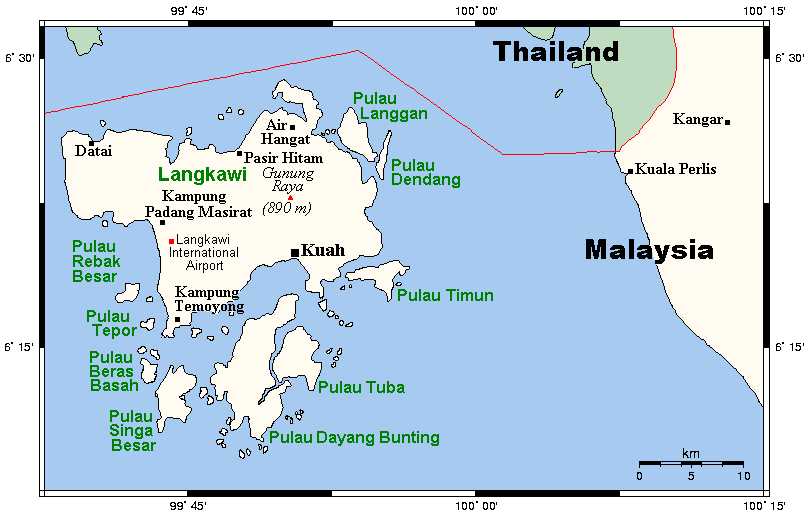
Bản đồ Langkawi và các vùng sinh thái

## Du lịch

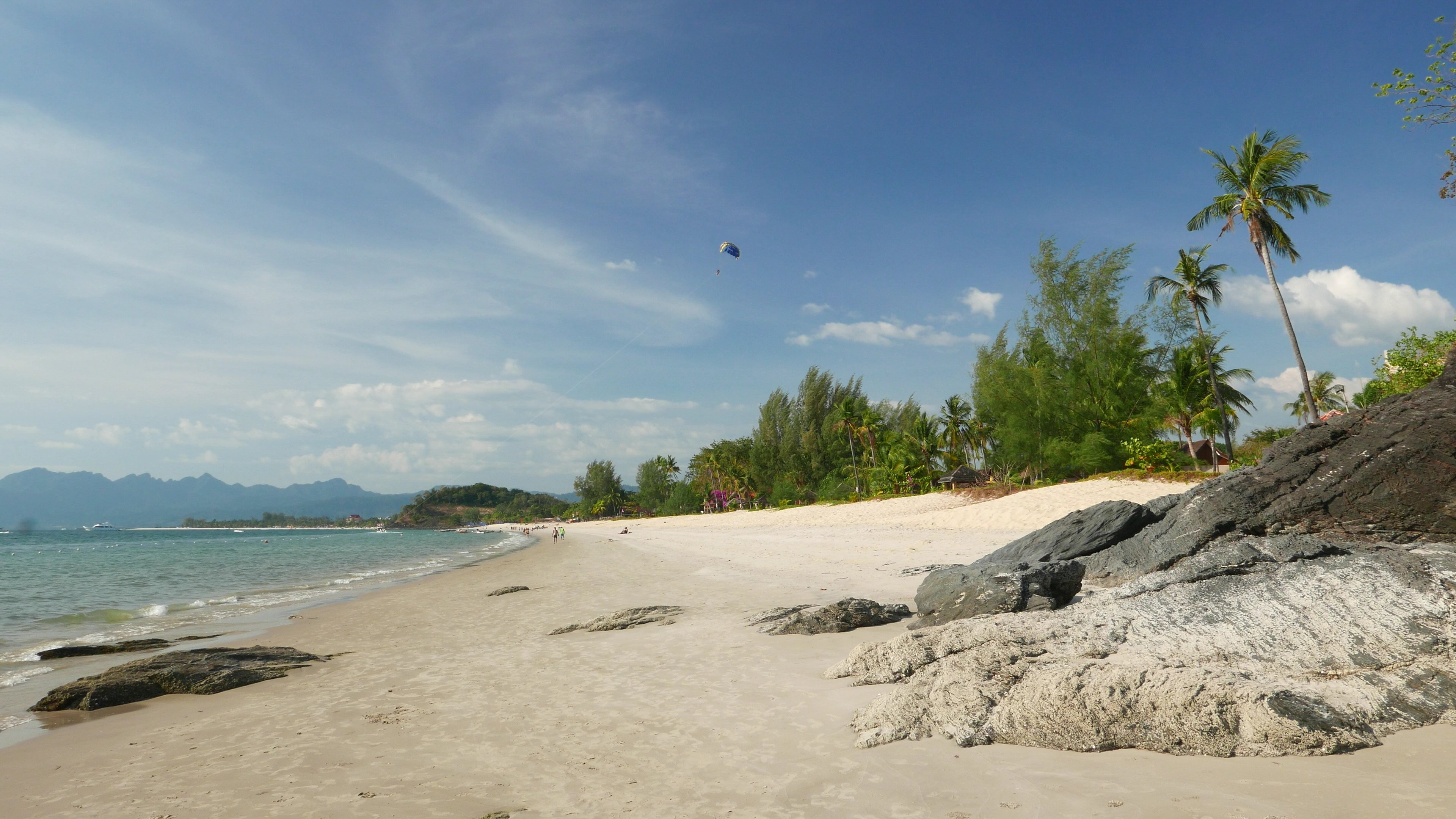
Bãi tắm Cenang

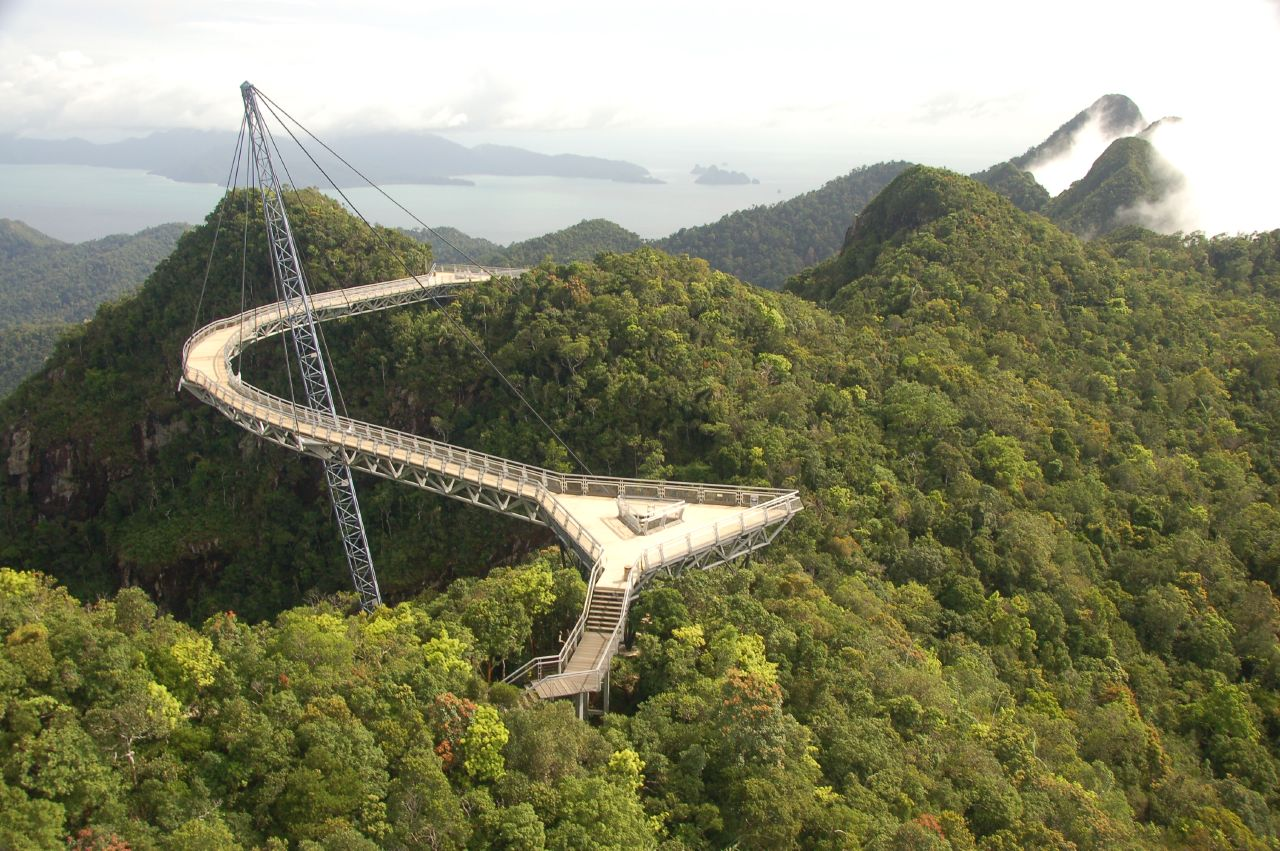
Cầu Langkawi Sky-Bridge với một đoạn cong được treo giữ bằng dây cáp và một cột trụ nghiêng, uốn lượn phía trên đỉnh núi Gunung Mat Cincang ở bờ biển phía tây của đảo

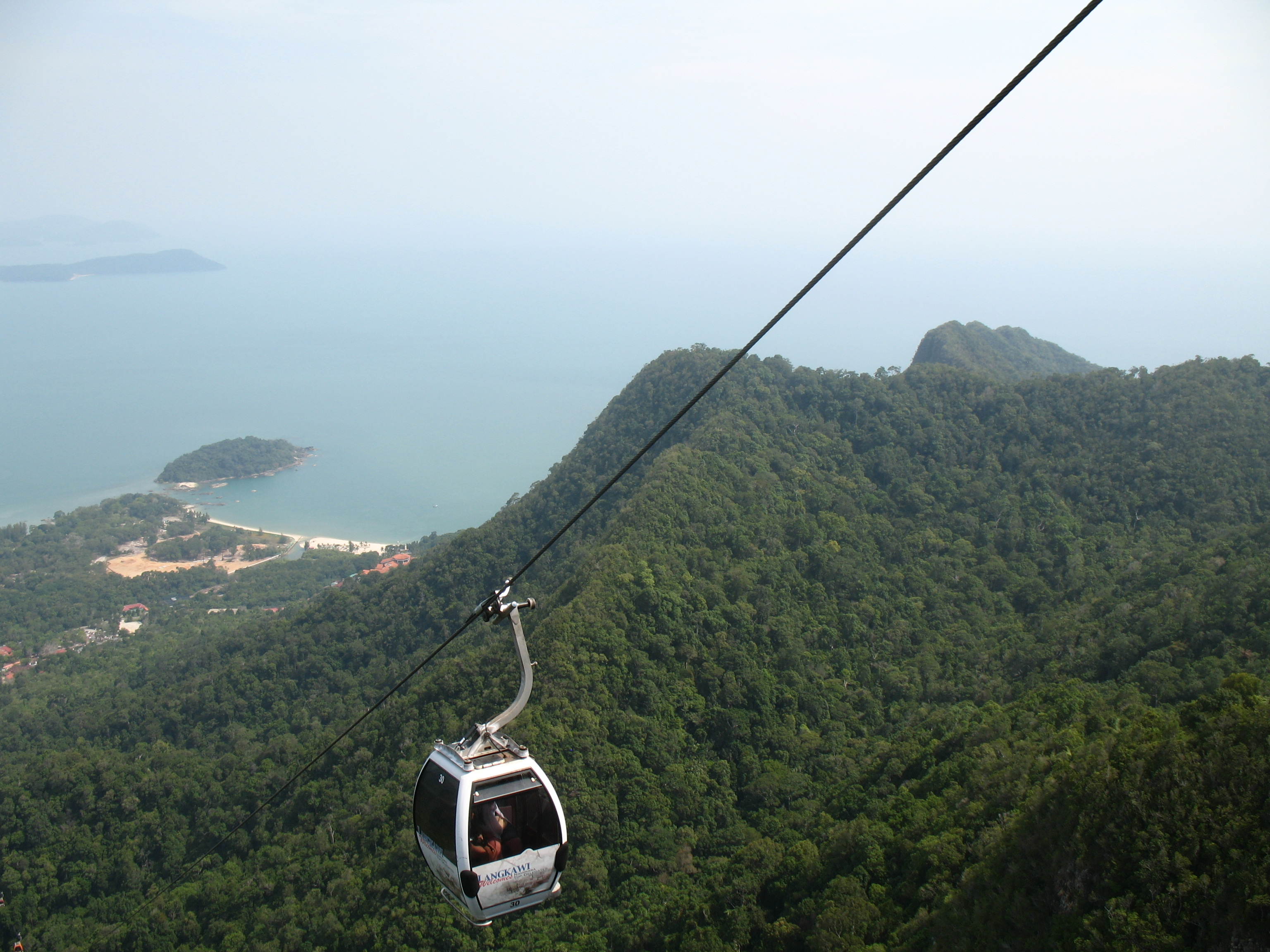
Đường cáp treo đi đến đỉnh Gunung Mat Cincang ở độ cao 705m

## Thư viện ảnh

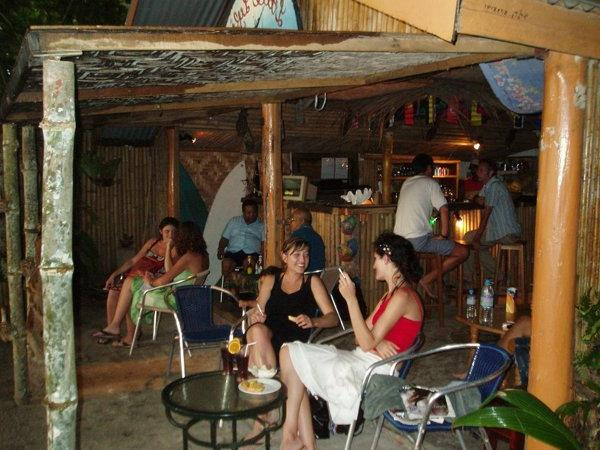
Cảnh sinh hoạt trên bãi biển Cenang.
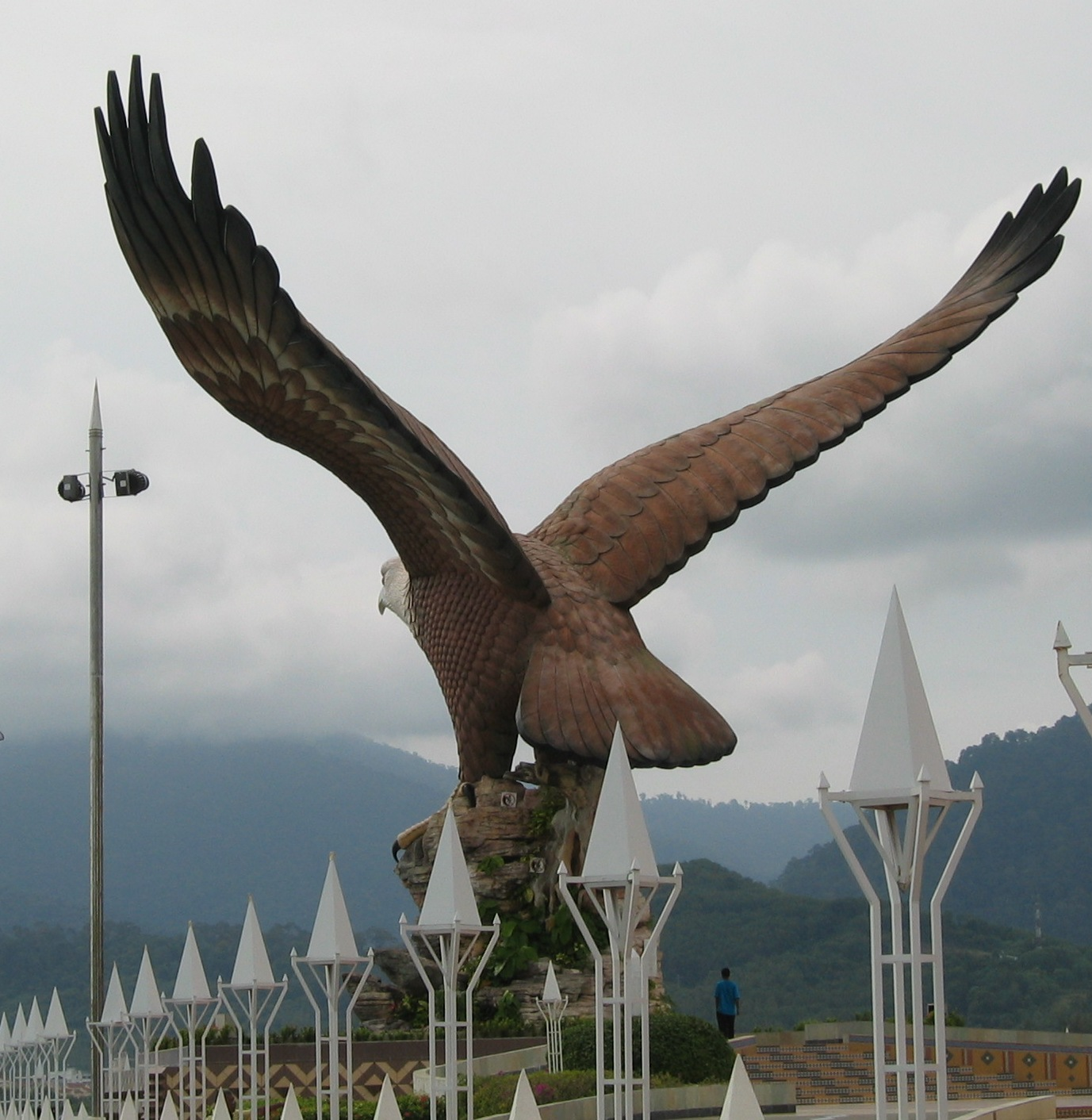
Tượng đại bàng khổng lồ ở Quảng trường Eagle.
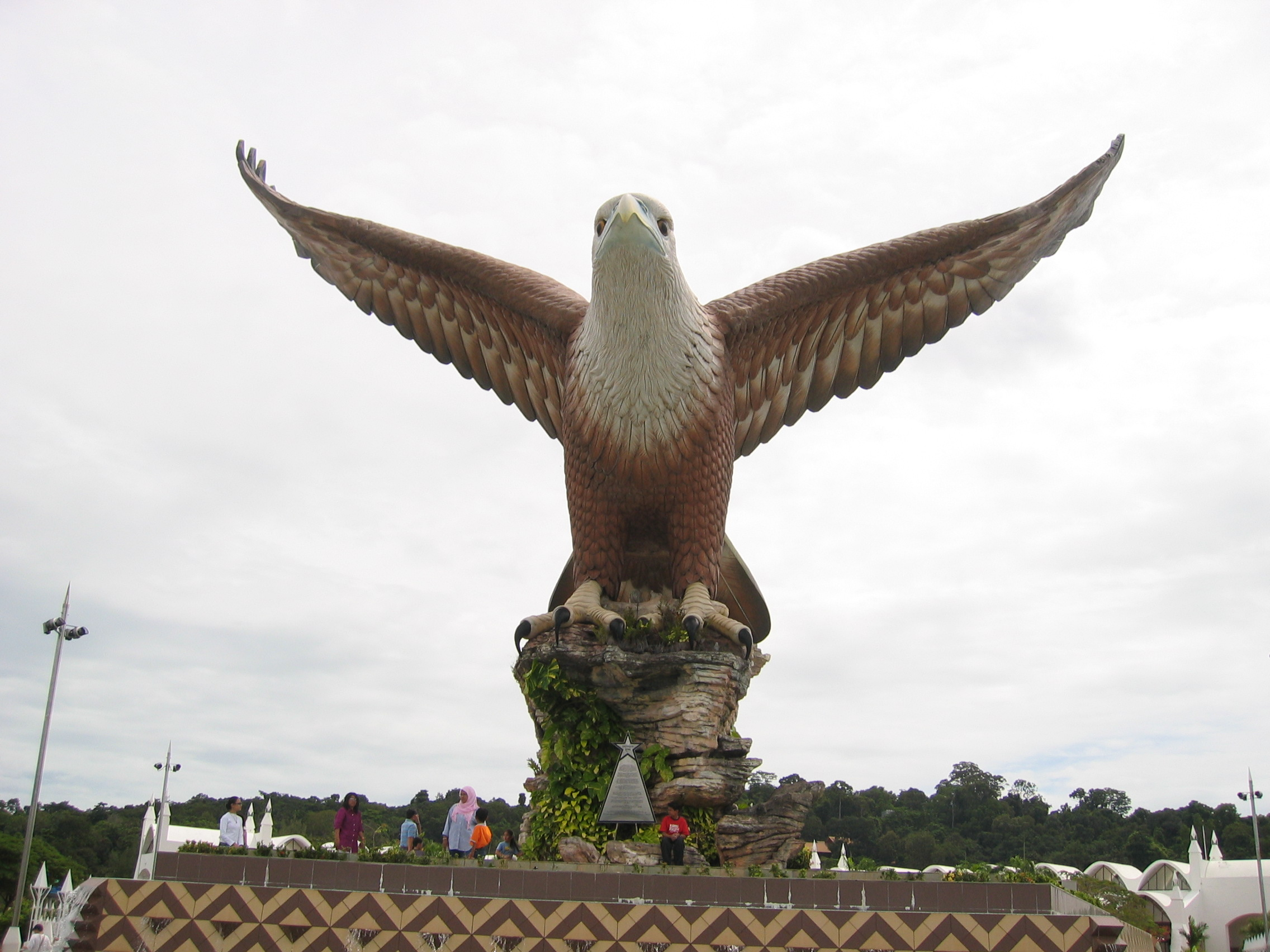
Tượng đại bàng khổng lồ nhìn từ phía trước.
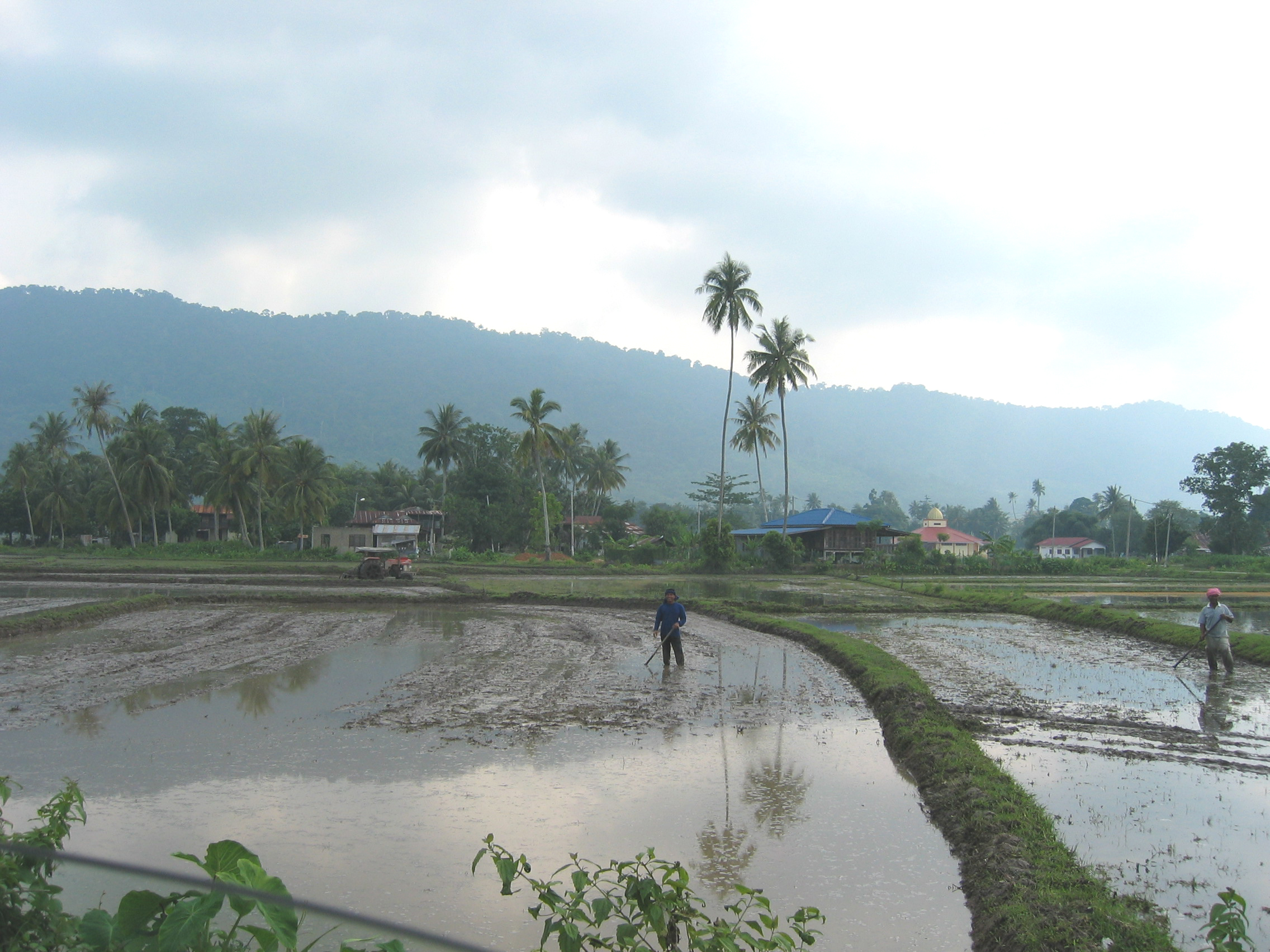
Cánh đồng Paddy ở Langkawi
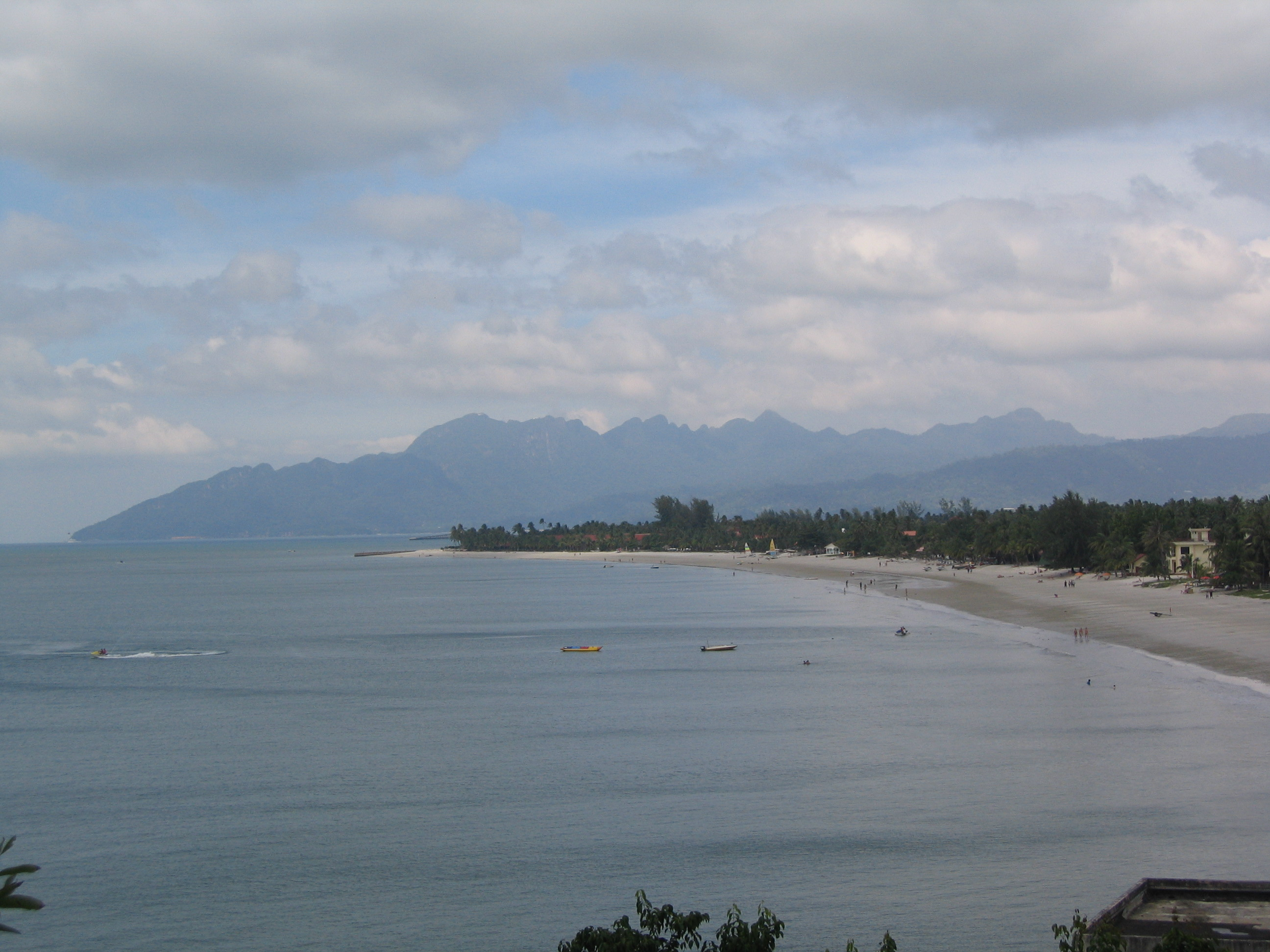
Bãi biển Cenang
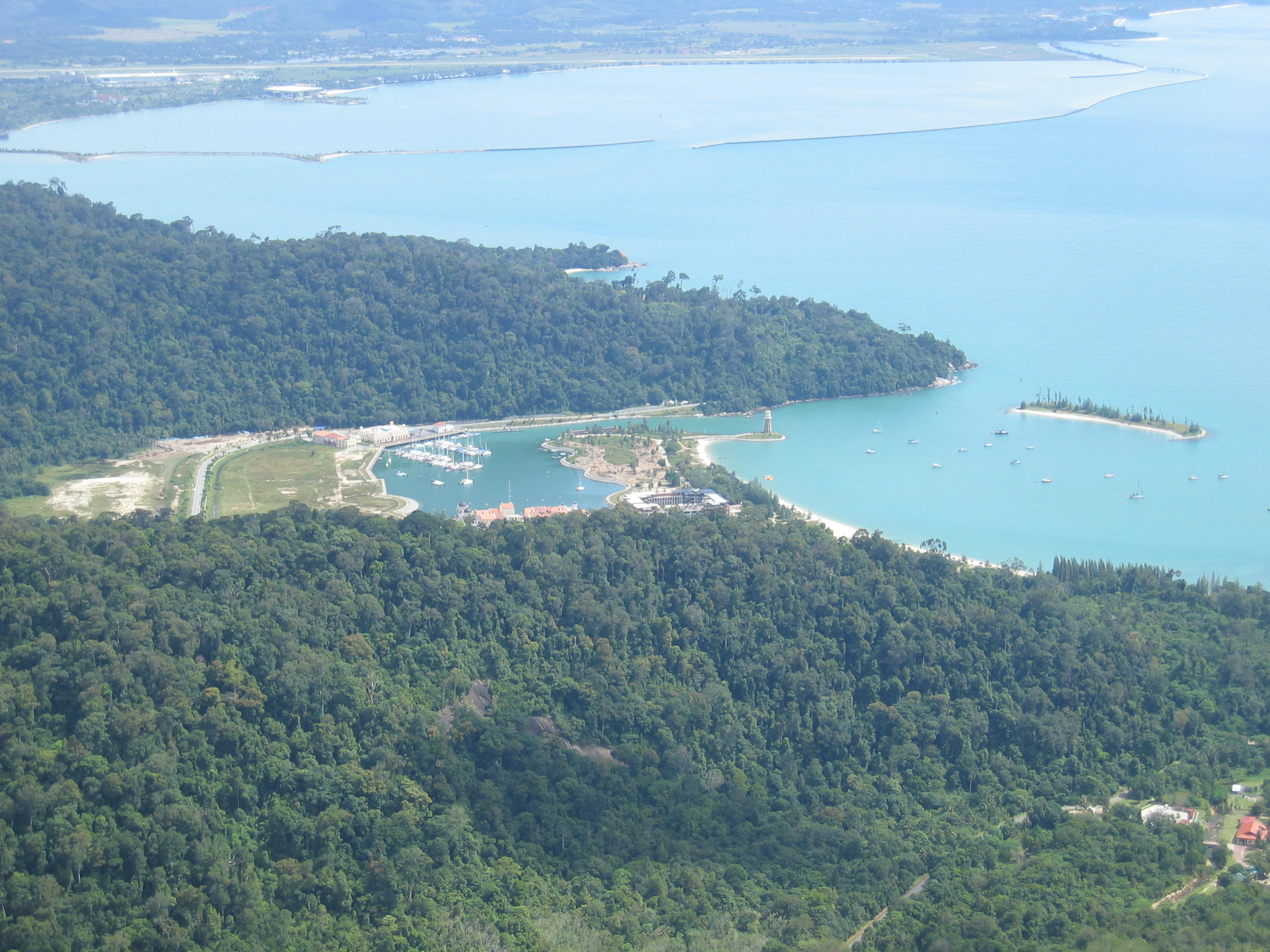
Quang cảnh phía Bắc Langkawi.
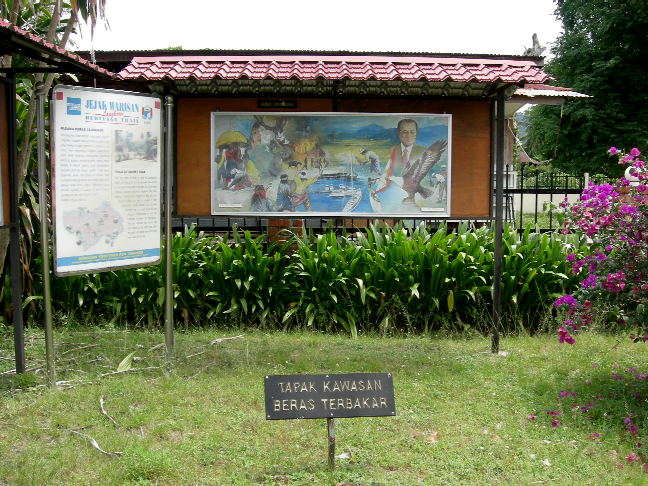
Tapak Beras Terbakar, Langkawi.
Trạm Cáp treo.